# Symphurus australis
Symphurus australis är en fiskart som beskrevs av Mcculloch, 1907. Symphurus australis ingår i släktet Symphurus och familjen Cynoglossidae. Inga underarter finns listade i Catalogue of Life.